# Notoacmea mayi
Notoacmea mayi is een slakkensoort uit de familie van de Lottiidae. De wetenschappelijke naam van de soort is voor het eerst geldig gepubliceerd in 1923 door May.